# Aníbal María Di Francia
Aníbal María Di Francia (Mesina, 5 de julio de 1851-Mesina, 1 de junio de 1927) fue un sacerdote católico italiano, confesor de la sierva de Dios Luisa Piccarreta. Público el libro Las horas de la pasión y colaboró con la publicación del "libro de cielo" el nuevo Reino que será instaurado, por Dios para el verdadero fin por el que Dios nos creó, es el grado mayor de la espiritual. Jesús mismo llamó a san Aníbal «el primer apóstol de la Divina Voluntad».
También fue el fundador de las congregaciones de los rogacionistas y de las Hijas del Divino Celo. Es venerado como santo en la Iglesia católica y considerado por la misma, apóstol de la oración por las vocaciones y primer apóstol de la Divina Voluntad.

## Biografía
Aníbal María Di Francia nació en Mesina el 5 de julio de 1851, en el seno de una familia noble. Sus padres fueron Anna Toscano y Francisco Di Francia, marqués de S. Caterina dello Ionio, vicecónsul pontificio y capitán honorario de la Marina. Aníbal quedó huérfano de padre a los quince meses de nacido, de ahí su futura predilección por los niños huérfanos. Desde su juventud tuvo una marcada experiencia eucarística, en donde descubrió su pasión por la oración y el sacrificio, especialmente en favor de las vocaciones.
Aníbal se sintió llamado a consagrar su vida al ministerio sacerdotal. Fue ordenado el 16 de marzo de 1878. Con el consentimiento de su obispo, fue a habitar a una de las zonas más deprimidas de la ciudad de Mesina, las casas de Aviñón, y se comprometió en la redención de los mendigos que ahí vivían. Fue una experiencia marcada por fuertes incomprensiones, dificultades y hostilidades de todo tipo, sin embargo, no se desanimó y siguió trabajando en lo que él creyó era una llamada de Dios: evangelizar a los más pobres. En 1882 fundó su primer orfanato, dedicado a san Antonio de Padua, por ello, fueron los niños del lugar eran llamados los antonianos. No solo se preocupó por ofrecer el alimento material y el trabajo, sino y, sobre todo, la de educar de forma integral a la persona teniendo en cuenta el aspecto moral y religioso, en un clima de familia, que favorecía el proceso formativo de los jóvenes para hacerles descubrir y seguir el proyecto de Dios.
Con el ideal de querer expandir su obra y perpetuarla, fundó dos congregaciones religiosas: en 1887 la Congregación de las Hijas del Divino Celo y diez años después la Congregación de los Rogacionistas, las cuales fueron aprobados canónicamente el 6 de agosto de 1926. Su legado para sus institutos fue el compromiso de vivir el Rogate (oración por las vocaciones) como un cuarto voto. A ello dedicó gran parte de su vida; el religioso estaba convencido de que el trabajo pastoral de la Iglesia era mucho y los obreros eran pocos. Difundió la oración por las vocaciones, promovió numerosas iniciativas de pastoral vocacional, tuvo contactos epistolares y personales con los pontífices de su tiempo, instituyó la Sagrada Alianza para el clero y la Pía Unión de la Rogación Evangélica para todos los fieles, creó el periódico Dios y el Prójimo, entre otras muchas obras.
Murió en Mesina el 1 de junio de 1927, dejando un legado a la Iglesia católica y a la sociedad. Las congregaciones religiosas fundadas por él están hoy presentes en los cinco Continentes. El papa Pablo VI instituyó la Jornada Mundial de Oración por las Vocaciones, lo cual puede considerarse una de las tantas iniciativas queridas por el religioso italiano.

## Culto
Aníbal María Di Francia, durante su existencia terrenal, fue acompañado por una fama de santidad, difundida a todos los niveles. De él se dice, por ejemplo, que durante el momento de su agonía fue confortado por la presencia de la Virgen María. Los funerales fueron apoteósicos, los periódicos de la época lo registraron con artículos y con fotografías. Fue enterrado en el Templo de la Rogación Evangélica.
En 1979 se introdujo el proceso de beatificación de Aníbal María Di Francia, abierto en la ciudad de Mesina al año siguiente. El 21 de diciembre de 1989 fue declarado venerable por el papa Juan Pablo II. El mismo pontífice lo beatificó el 7 de octubre de 1990. El día después, el Papa lo definió: «Auténtico precursor y celoso maestro de la moderna pastoral vocacional».
Juan Pablo II canonizó a Aníbal María de Francia el 16 de mayo de 2004. Su fiesta fue fijada para el 1 de junio. Es considerado en la Iglesia católica como apóstol de la oración por las vocaciones.